# Efferen
Efferen ist ein Ort im Rhein-Erft-Kreis mit ca. 13.000 Einwohnern und Stadtbezirk von Hürth.

## Lage
Efferen grenzt unmittelbar südwestlich an Köln an, von dessen Wohnbebauung in den Stadtteilen Klettenberg und Sülz es durch den breiten waldbestandenen Kölner Grüngürtel und den Autobahnring (A 4) getrennt ist. Durch Efferen führt, aus Köln kommend, die Luxemburger Straße als Teil der B 265.

## Geschichte

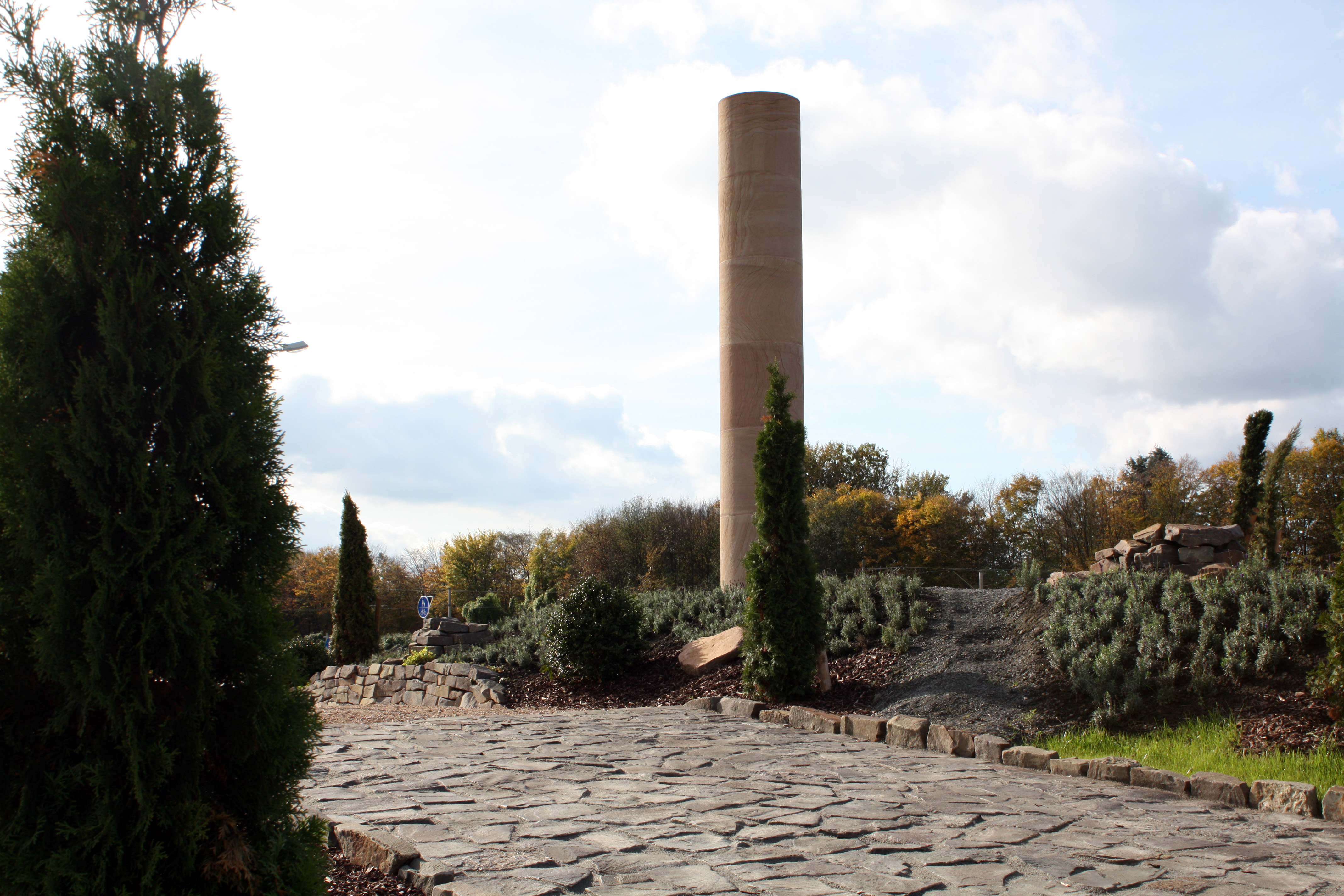
Stele und nachgebautes „römisches Pflaster“

An der alten Römerstraße Trier–Köln (heute Luxemburger Straße) gelegen, findet sich nahe dem Bahnhofsgebäude ein römisches Kammergrab mit zwei Sarkophagen. Weitere Funde von römischen Siedlungen und Gräbern weisen darauf hin, dass das Gebiet in dieser Zeit dicht besiedelt gewesen ist.
An die Römerstraße erinnert seit 2008 eine nachempfundene Stele als Leugenstein, ein südländisches Ambiente und ein Stück nachgebaute römische Pflasterung auf dem Verkehrskreisel zwischen Efferen und Hermülheim. Die Gesamtgestaltung des Kreisels erfolgte nach den Entwürfen des Hürther Landschaftsplaners Reinhold Mengel.
Aus fränkischer Zeit gibt es zahlreiche Siedlungsspuren, so ein Gräberfeld mit einigen nicht geplünderten Bestattungen (Straße „Frankenhof“). Der ursprüngliche frühmittelalterliche Siedlungskern lag entlang des Duffesbachs und in Richtung der Römerstraße.
Efferen gehörte seit dem Mittelalter zum Herzogtum Jülich. Nach der französischen Besetzung des Rheinlands nach 1794 bildete der Ort gemeinsam mit den Gemeinden Stotzheim und Kriel eine Mairie (Bürgermeisterei) im Département de la Roer. 1888 wurde die Gemeinde Kriel, wo sich auch das Rathaus der Bürgermeisterei befunden hatte, sowie Teile der Gemeinde Efferen nach Köln eingemeindet. Die Bürgermeisterei Efferen wurde nun bis 1919 gemeinsam mit Hürth verwaltet. Nach einer kurzen Eigenständigkeit wurde sie dann mit Wirkung zum 1. Oktober 1933 mit der 1930 gebildeten Großgemeinde Hürth vereinigt.
Efferen war stark landwirtschaftlich geprägt. Die wichtigsten Höfe waren das Brentengut (im Besitz des Deutschen Ordens, dann der Familie von Efferen und der weiteren Burgherren und schließlich des Stifts St. Maria im Kapitol in Köln), das Lupenaugut, der Weidenbach- oder Renneberghof gegenüber der Burg (dort, wo inzwischen der Renneberg als Kirmes-, Markt- und Parkplatz entstanden ist; der Hof fiel im Dreißigjährigen Krieg den Holländern zum Opfer), das Bredemargut, von der Stadt Köln aufgekauft, in dessen Herrenhaus an der Bachstraße in der Endzeit der Weimarer Republik die Verwaltung der Bürgermeisterei Efferen saß, später dann das örtliche Büro der NSDAP, der Lintlarhof, der lange Jahre im Besitz der Familie Destrée war und auf dessen Gelände hinter der Grundschule unter anderem die evangelische Kirche entstand, der Große Hof oder Mirweilerhof und der Fronhof.
Entlang des Duffesbachs gab es in Efferen nur eine Mühle, die Lowenmühle, (wahrscheinlich von Gerber-„Lohe“) später, als dort auch Waffen geschliffen wurden, Schleifkottenmühle oder nur „der Schleifkotten“ genannt. Sie stand etwas außerhalb des Ortes in Richtung Köln und wurde 1211 erstmals urkundlich erwähnt. Grundherrin war auch hier das Stift Sankt Maria im Kapitol. Nachdem die Mühle abgerissen worden war, siedelten sich hier einzelne kleinere Gewerbebetriebe an, die zum Ende des Zweiten Weltkrieges alle nicht mehr existierten. Die letzten Häuser des Wohnplatzes Schleifkotten sind 1976 abgerissen worden, die Fläche wurde teilweise aufgeforstet und ist nicht mehr vom Kölner Grüngürtel zu unterscheiden. Die Anlage des Kölner Grüngürtels, 1924 durch Konrad Adenauer betrieben, kostete Efferen ein Drittel seines Ackerlandes.
In der Weimarer Zeit war das Zentrum die dominierende politische Kraft im Ort, Karl Kuenen war Bürgermeister. Im Rahmen der Weltwirtschaftskrise verschlimmerte sich die finanzielle Situation in Efferen derart, dass nur der Anschluss an eine der deutlich reicheren Nachbargemeinden, also Köln oder Hürth, die Lebenssituation der Bevölkerung nennenswert bessern konnte. Hürth lehnte ab; den Anschluss an das interessierte Köln verhinderte der heftige Widerspruch der anderen Landkölner Gemeinden, die Angst hatten, „mitgeschluckt“ zu werden. Erst 1933 wurde Efferen zwangsweise mit Erlass des preußischen Innenministeriums nach Hürth eingemeindet. Zugleich wurde Kuenen nach dem Gesetz zur Wiederherstellung des Berufsbeamtentums aus dem öffentlichen Dienst entlassen. Nach ihm ist heute eine Straße in Efferen benannt. Sein Grabstein vom Melaten-Friedhof wurde 2014 auf den alten Friedhof überführt.
Am 31. Oktober 1944 wurden große Teile von Efferen, darunter auch die Kirche und das Krankenhaus sowie das Kloster, durch einen Bombenangriff zerstört. 36 Menschen verloren ihr Leben.
In den 1970er Jahren gab es in Nordrhein-Westfalen mit der kommunalen Gebietsreform einen erneuten Versuch Kölns, Efferen nach Köln einzugemeinden, was eine Unterschriftenaktion und die Intervention von Lokalpolitikern verhindern konnte.

## Ortsname
Zur Erklärung des Ortsnamens Efferens bestehen drei Theorien, die Hans Duell in seiner Ortschronik erläutert. So könnte etwa ein, mit dem Römischen Reich föderierter, wohlhabender, Ubier namens Eberhard oder Eborin mundartlich „Effer“ genannt worden sein, der daraufhin sein Landgut „Efferna sala“ genannt haben könnte. Ein zweiter Erklärungsansatz geht vom lat. Wort für „heraustragen“ (im Sinne von „aus dem Haus/der Stadt zur Beerdigung tragen“), „effere“ aus. Demnach sei Efferen eine römische Begräbnisstätte gewesen. Für diese Theorie spricht, dass es bei den Römern Sitte war, verstorbene Bürger an den Ausfallstraßen vor den Toren der Stadt zu beerdigen. 1899 wurde auf dem Ortsgebiet von Efferen eine römische Grabkammer entdeckt (s. o. „Geschichte“). Die dritte Theorie bezieht sich auf das, auch heute noch erhaltene, Sicker- bzw. Klärbecken an der Berrenrather Straße im Grüngürtel, einem Gebiet, das früher Teil der Efferener Gemeinde gewesen ist. Dieses Klärbecken war ursprünglich ein Teil der Eifelwasserleitung. Die Ortsbezeichnung Efferen könnte somit an das Wort „everre“ (lat. „Ort des Ausfegens“) angelehnt sein.

## Kirchen
Ab dem Ende des 7. Jahrhunderts war das Kölner Nonnenstift St. Maria im Kapitol Grund- und Erbherrin von Efferen. Es muss damals auch schon eine Kirche gegeben haben. Efferen wird aber erst 1189 als Pfarrort urkundlich erwähnt.
Hochverehrt wurde im Ort die heilige Anna und der heilige Donatus. Die Katholiken beschieden sich zunächst mit einer einfachen Holzkirche. Erst am 6. Juni 1869 wurde diese durch einen Massivbau ersetzt, der an der Kaulardstraße, vormals Kirchstraße, genau gegenüber der heutigen Kirche stand; Weihbischof Baudri weihte die neue Kirche ein. Diese Kirche wurde 1944 völlig zerstört (s. u.). Man musste sich mit einer Notkirche behelfen, in der auch die Evangelischen nach dem Krieg Gastrecht bekamen.

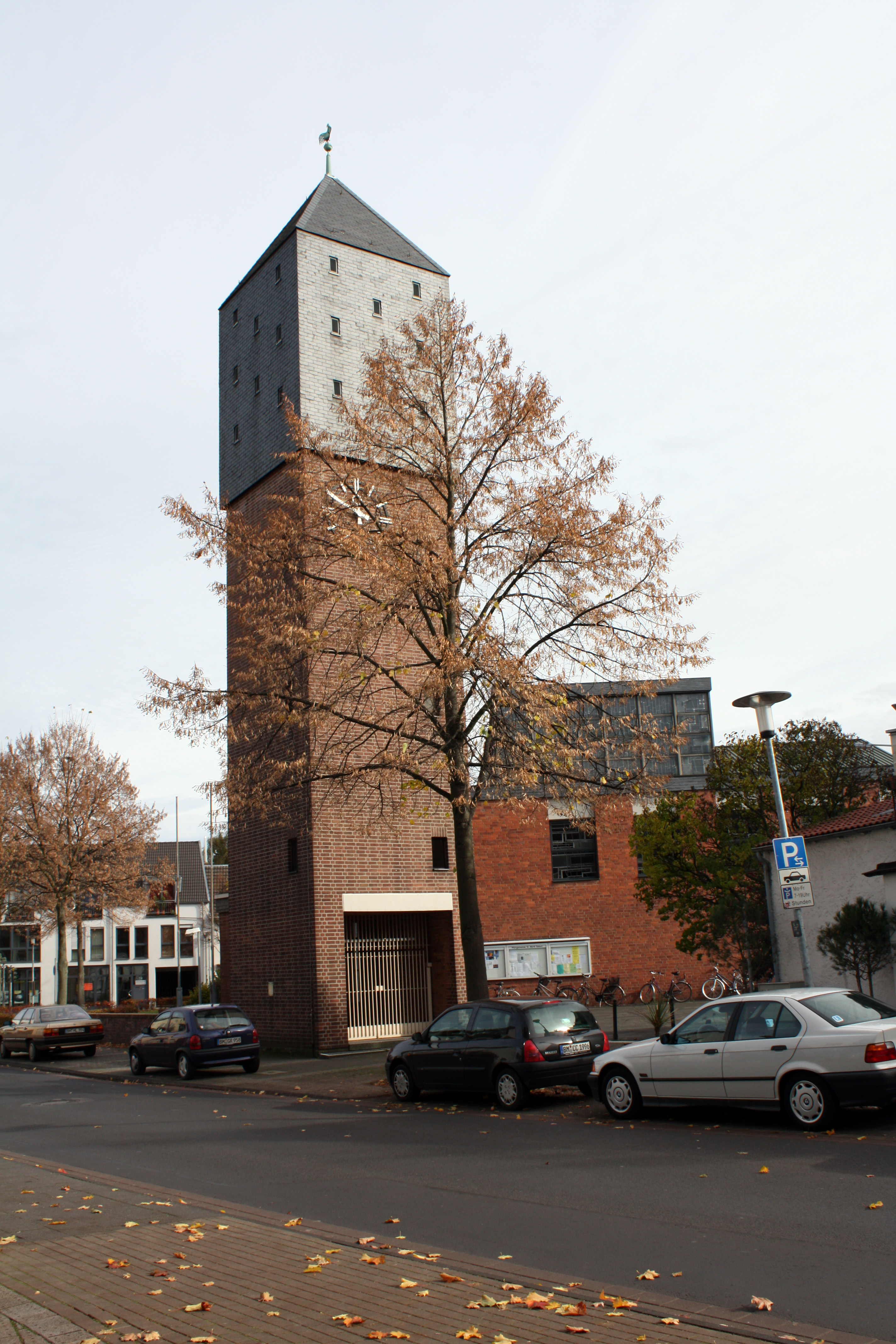
St. Mariä Geburt, Bachstraße

Am 25. November 1956 wurde auf dem Gelände des ehemaligen Friedhofs Ecke Bach- und Kaulardstraße eine neue katholische Kirche – entworfen von den Kölner Architekten Wolfram Borgard und Fritz Volmer – von Weihbischof Wilhelm Cleven eingeweiht. Aus der alten Kirche konnte das prachtvolle Chorgestühl ursprünglich aus St. Maria im Capitol sowie einige Bildwerke gerettet werden. Die Pfarrkirche trägt den Namen St. Mariä Geburt.
Pfarrer der Pfarrgemeinde St. Mariä Geburt in den letzten Jahrzehnten waren J. A. Kappenhagen (1825–1879), A. A. Schmitz (1889–1900), F. W. Esch (1900–1918), M. Kaulard (1919–1942, Dechant), W. Halfen (1942–1956), P. Giesen (1956–1982, er verstarb 2005 mit über 90 Jahren in Efferen, einige Zeit, nachdem er sein 60-jähriges Priesterjubiläum gefeiert hatte), E. Jansen (1982–2004), H. Müller (2004–2008) und F.-J. Lausberg 1. August 2008 – 31. Januar 2014, seitdem wird der Pfarrverband von Dechant Michael Tillmann, Gleuel, mitverwaltet. Ende der 1960er Jahre war Peter Haanen hier für 6 Jahre Kaplan.
Die wenigen Evangelischen in Efferen gehörten zur Gemeinde Köln-Lindenthal. Erst 1926 konnte für die Efferner Gemeindemitglieder ein eigener kleiner Betsaal an der heutigen Kaulardstraße errichtet werden, der im Bombenkrieg zerstört wurde. Heute steht dort die Sparkasse. Die evangelische Kirche entstand in Etappen. Zuerst wurde ein kleiner Versammlungsraum für Gottesdienst, Jugendheim und Gemeindesaal gebaut, der am 13. Juli 1952 mit einem Gottesdienst seiner Bestimmung übergeben wurde. Bereits ein und ein halbes Jahr später, am 20. Dezember 1953, weihte Oberkirchenrat Boue die an den Saal auch mit vielen freiwillig geleisteten Arbeitsstunden angebaute schlichte evangelische Kirche – entworfen von dem Architekten Jürgen Körber – ein. 1956 endete die Zugehörigkeit zu Lindenthal. 1994 konnte die Kirche umgebaut und erweitert werden. Seither trägt sie den Namen Friedenskirche. Evangelische Seelsorger waren Pastor Paul Mader und Pfarrer Tom Hennig.

## Besondere Ortsteile

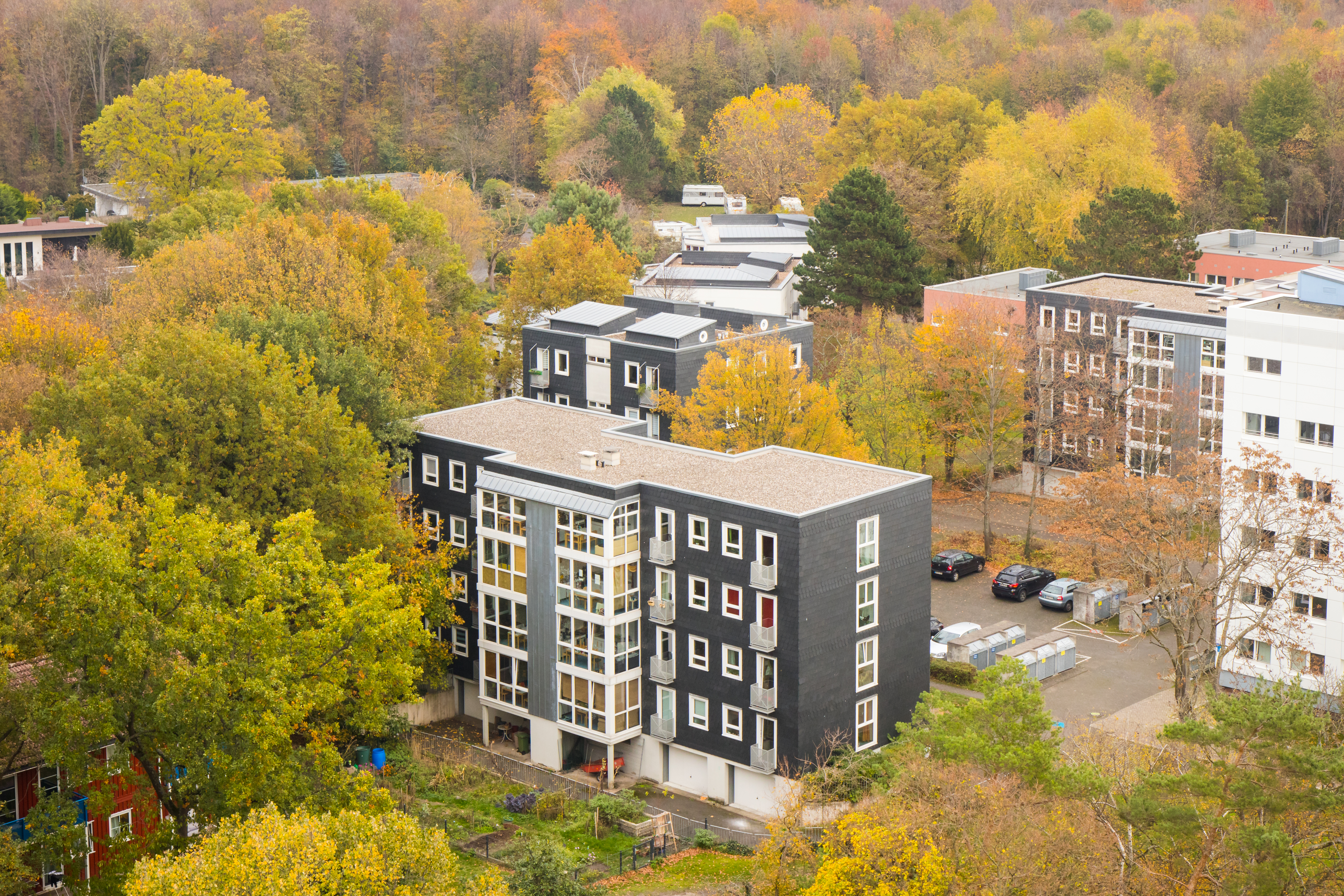
Studierendendorf Efferen

Jenseits der Luxemburger Straße entstand zwischen 1963 und 1966 das Studentendorf Efferen, heute Studierendendorf Efferen, für Studierende der Universität zu Köln, geplant vom Architekten Joachim Schürmann und dem Kölner Studierendenwerk. Es wurde mehrfach erweitert und im Altbestand ab 1996 grundlegend  saniert. Mit zwei 13 Stockwerke hohen Wohntürmen – neben vielen zwei- bis fünfgeschossigen Bauten – stellt es die beiden höchsten Gebäude Hürths. Hinter dem Studierendendorf befindet sich die Kiesgrube Efferen.
Eines der neueren Wohngebiete ist das bis Mitte 2003 auf einer Industriebrache entstandene Künstler- und Medienviertel mit 350 Wohnungen in Richtung auf Kalscheuren hin. Dahinter schließt ein mittelgroßes Gewerbegebiet an.

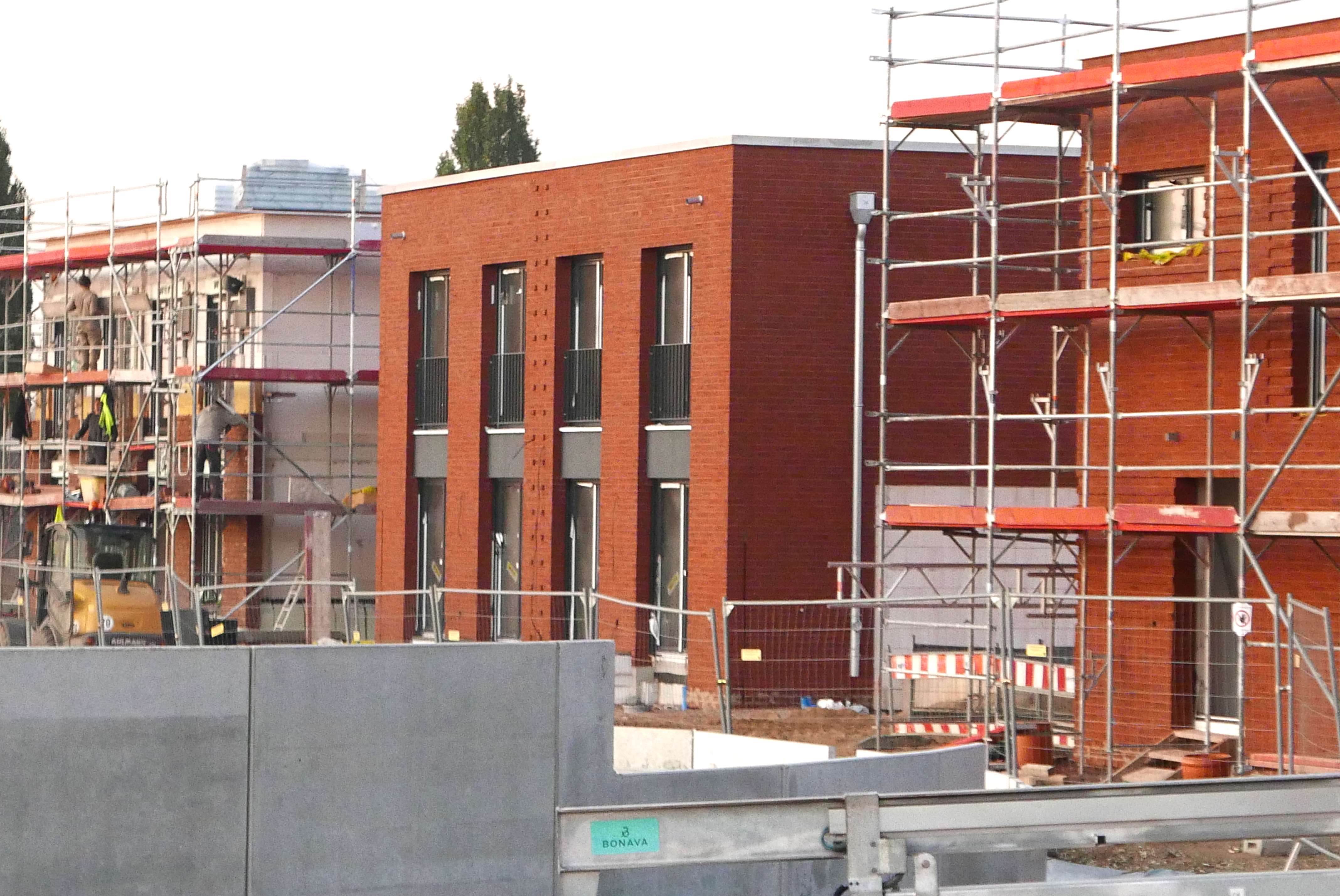
Neubaugebiet Efferen̠-West

Seit 2019 wird am nordwestlichen Ortsrand das 13ha große Neubaugebiet Efferen-West errichtet. Die von dem schwedisch-deutschen Bauträger Bonava errichteten ein Ein- und Mehrfamilienhäuser werden als Klinkerhöfe vermarktet. Die Fassaden der Neubauten werden aus roten Wasserstrichziegelsteinen hergestellt und erinnern an die zahlreichen ZIegelgruben des Ortes. Der städtebauliche Entwurf für das Wohnquartier stammt von Michael Hecker vom Kölner Architekturbüro Hecker Monkenbusch Wieacker.

## Sehenswertes

### Burg Efferen

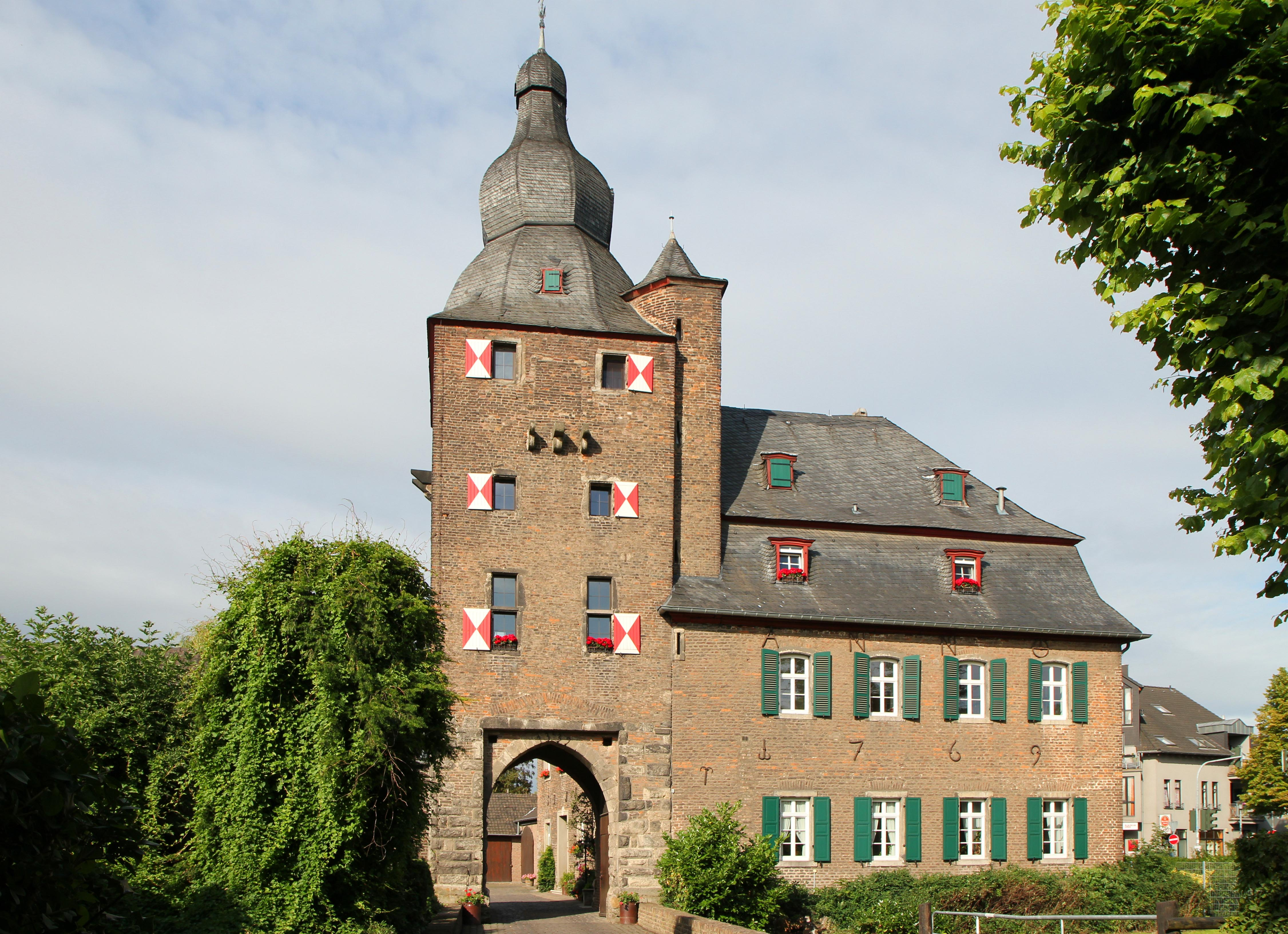
Burg Efferen

Burg Efferen ist eine zuletzt im 18. Jahrhundert in barockem Stil umgestaltete Burg aus früherer Zeit. Sie existierte schon im Mittelalter, zunächst als Wasserburg, wobei ihre Entstehungszeit nicht bekannt ist. 1391 wurde sie im Zuge von Auseinandersetzungen der Stadt Köln mit ihrem Erzbischof Friedrich III. von Saarwerden von den Kölnern stark befestigt. Als erstes Burgherrengeschlecht sind für das Ende des 14. Jahrhunderts die Kölner Overstolzen bezeugt. Seitdem wurde sie mehrfach verändert. 1769 baute sie Carl Franz von Bourscheidt auf alten Fundamenten zu der heutigen barocken Anlage um. Ihr Torturm ist Wahrzeichen Efferens.

### Sonstige Sehenswürdigkeiten
- Restaurierte Brunnen in Efferen (Schulhof Bachstr.)
- Römergrab in Efferen (am Bahnhof)
- Alter Friedhof (Kolpingstraße)
- Denkmal der Ex-Tollitäten von Efferen (Kaulardstraße/Ecke Steinstraße)

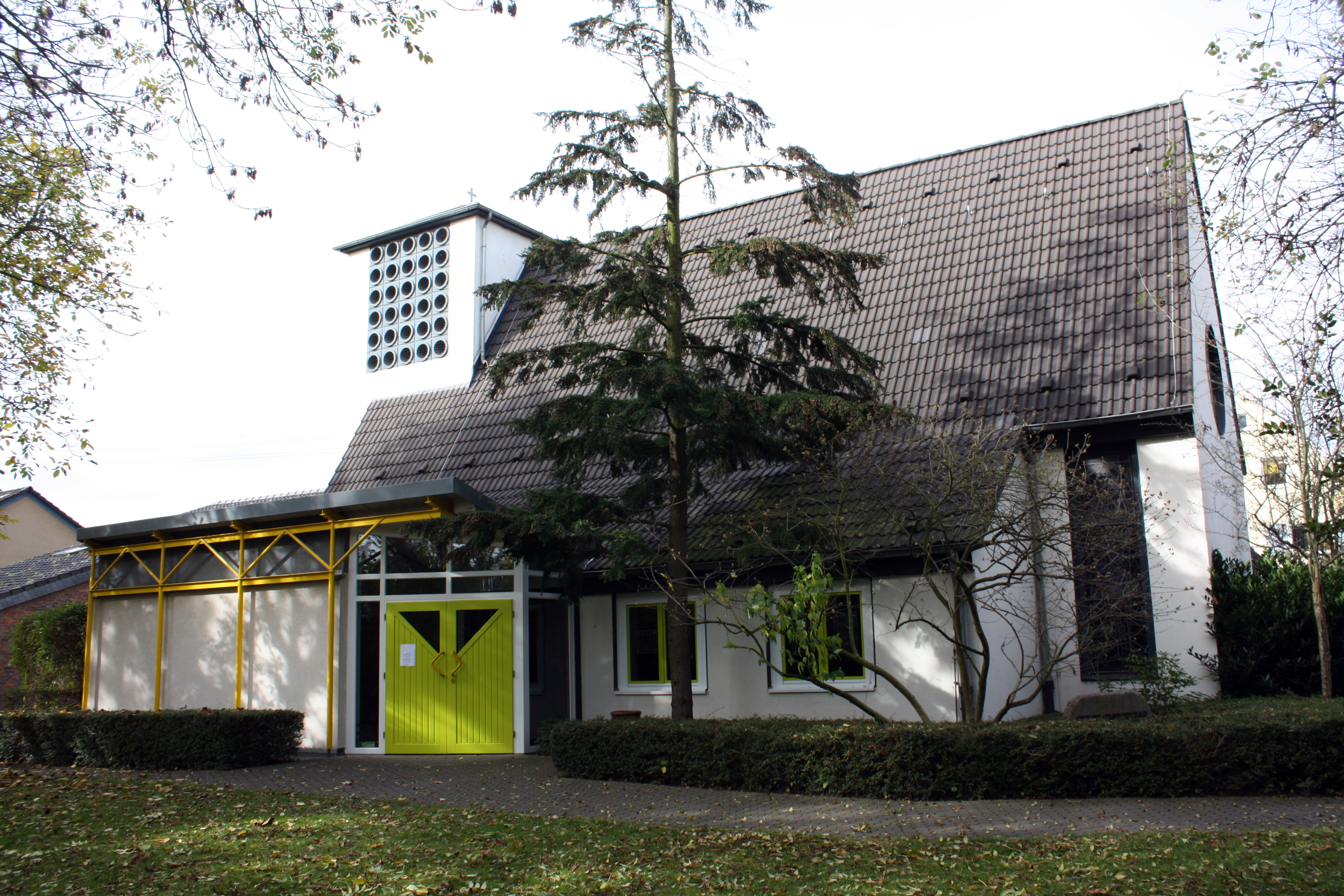
Evangelische Friedenskirche
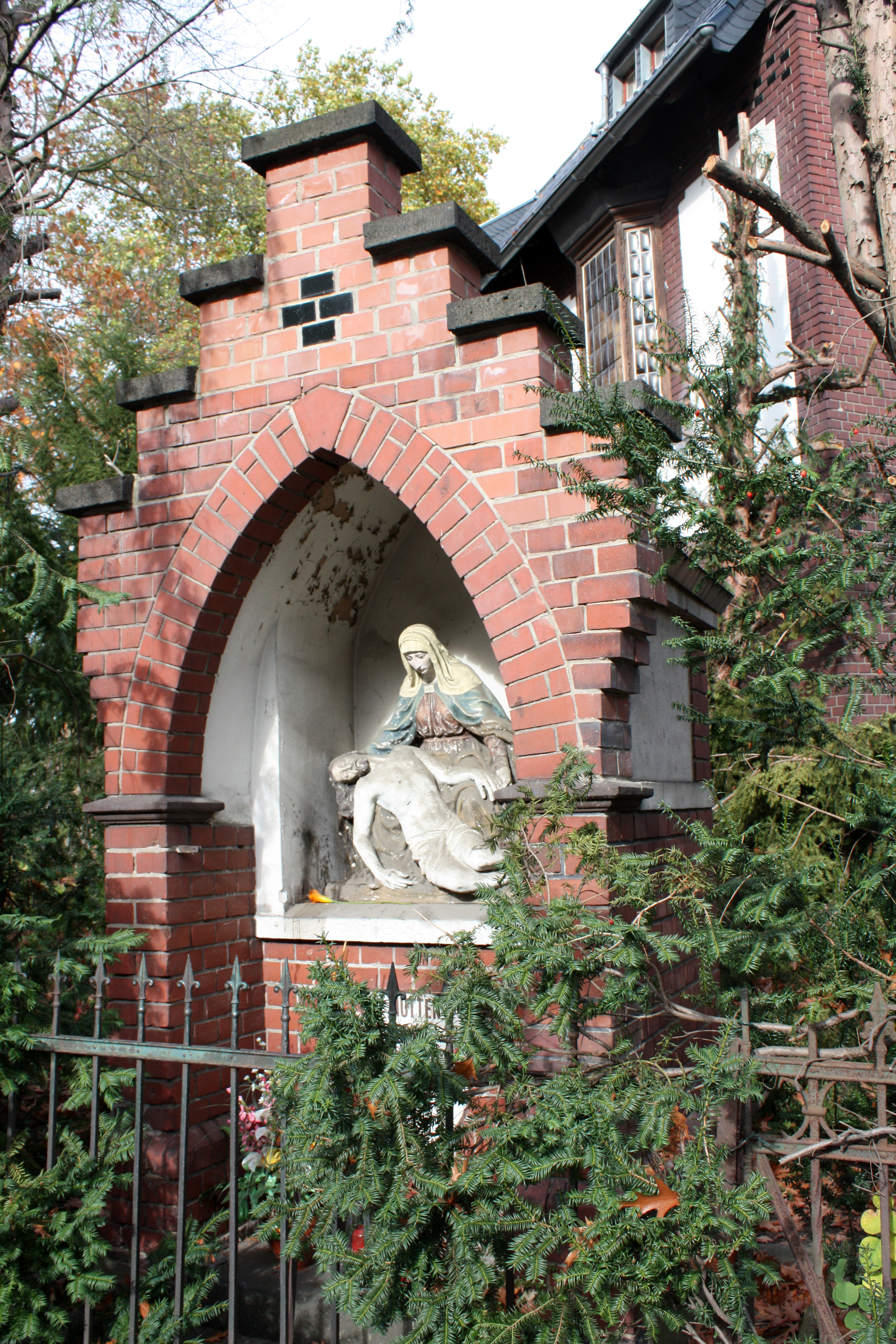
Bildstock, der Villa Brückmann, Bach- und Brentenstraße
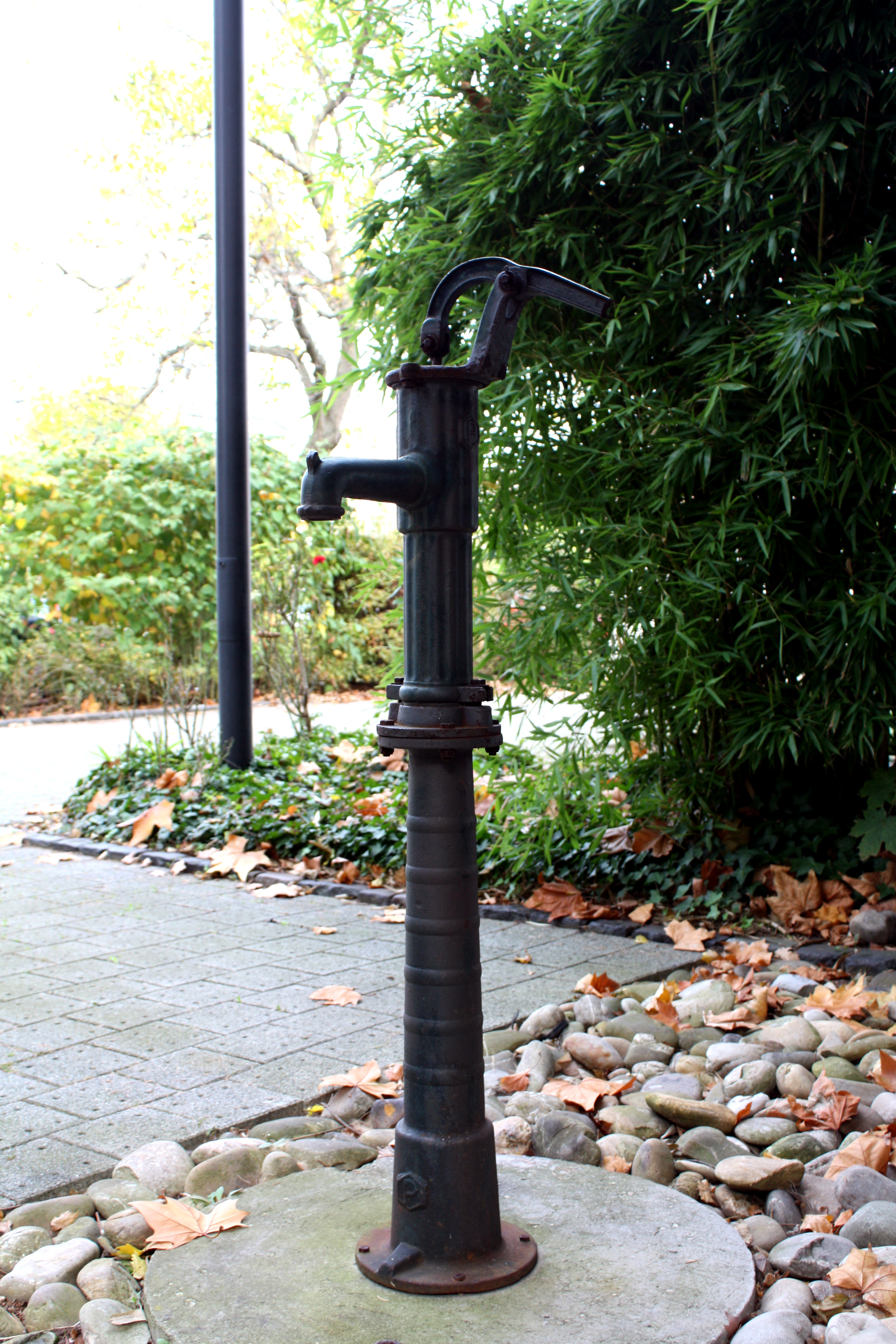
Alte Wasserpumpe, Hinterhof Bachstraße
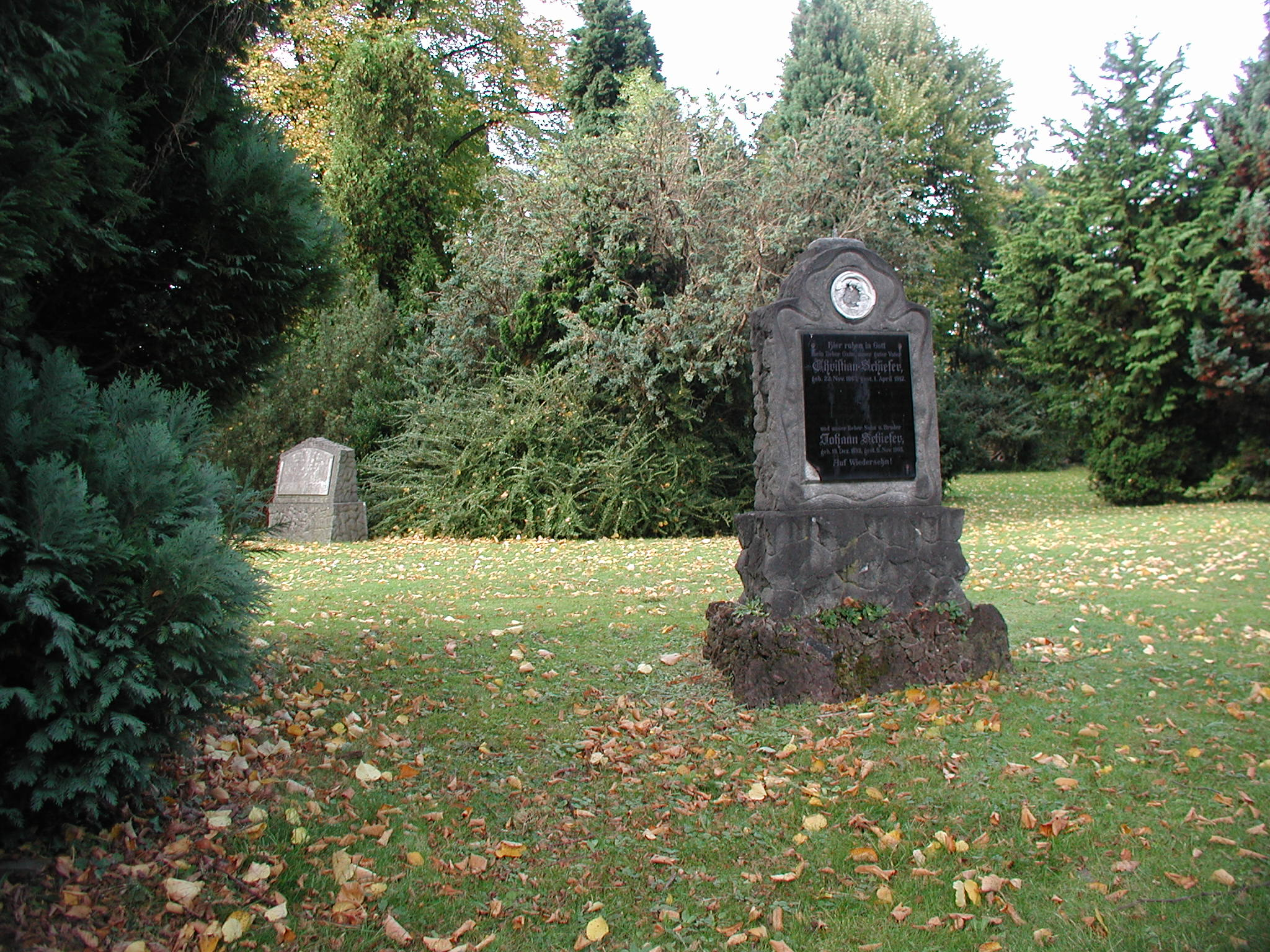
Alter Friedhof Efferen
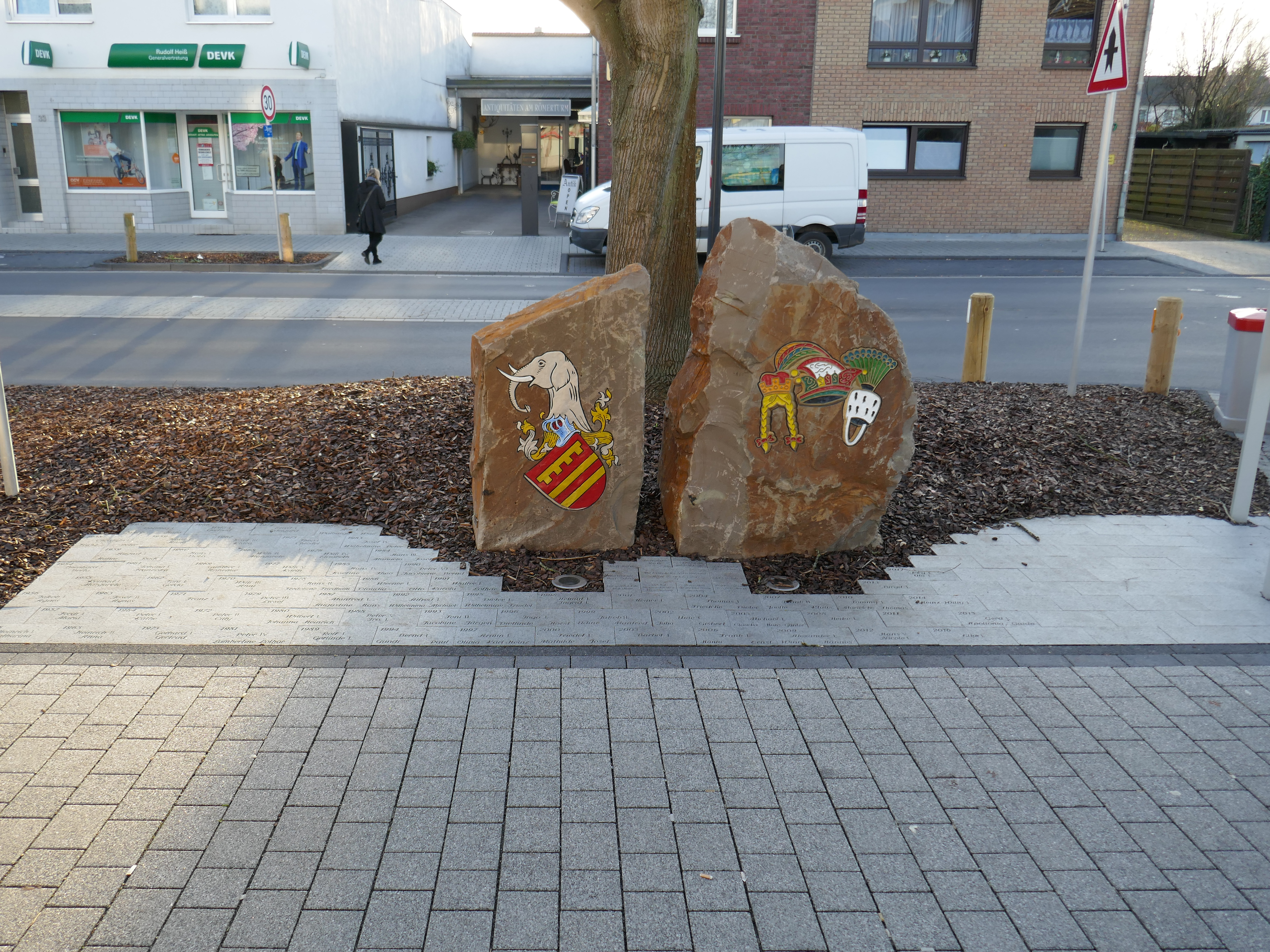
Denkmal der Extollitäten Efferen

### Grünanlagen
Efferen profitiert vom Kölner Grüngürtel, der es von der Stadt Köln trennt. Auch der Lärm von der A4 wird hier durch einen jungen Waldstreifen mit Wald- und Reitwegen gedämpft. Besonders beliebt ist der Bereich um den Decksteiner Weiher und den Sportpark des 1. FC Köln, der über die Berrenrather Straße oder die Decksteiner Straße (nur fußläufig) und vom Zentrum Efferens über die Bellerstraße (sic) am Friedhof und einer Kleingartenanlage vorbei erreicht wird. In einen schmalen Grünzug eingebettet ist der in einem offenen Kanalbett fließende Duffesbach bis zur ehemaligen Burg Hermülheim. Größere Freiflächen liegen nordwestlich des Ortes im Bereich Frielsweg und Decksteiner Straße. Hier führt ein Radweg von Köln bis zum Otto-Maigler-See zwischen den Hürther Ortsteilen im Westen der Stadt. Freiflächen liegen auch östlich des Ortes zur Linken Rheinstrecke hin. In der ehemaligen Kiesgrube Efferen wird heute geangelt.

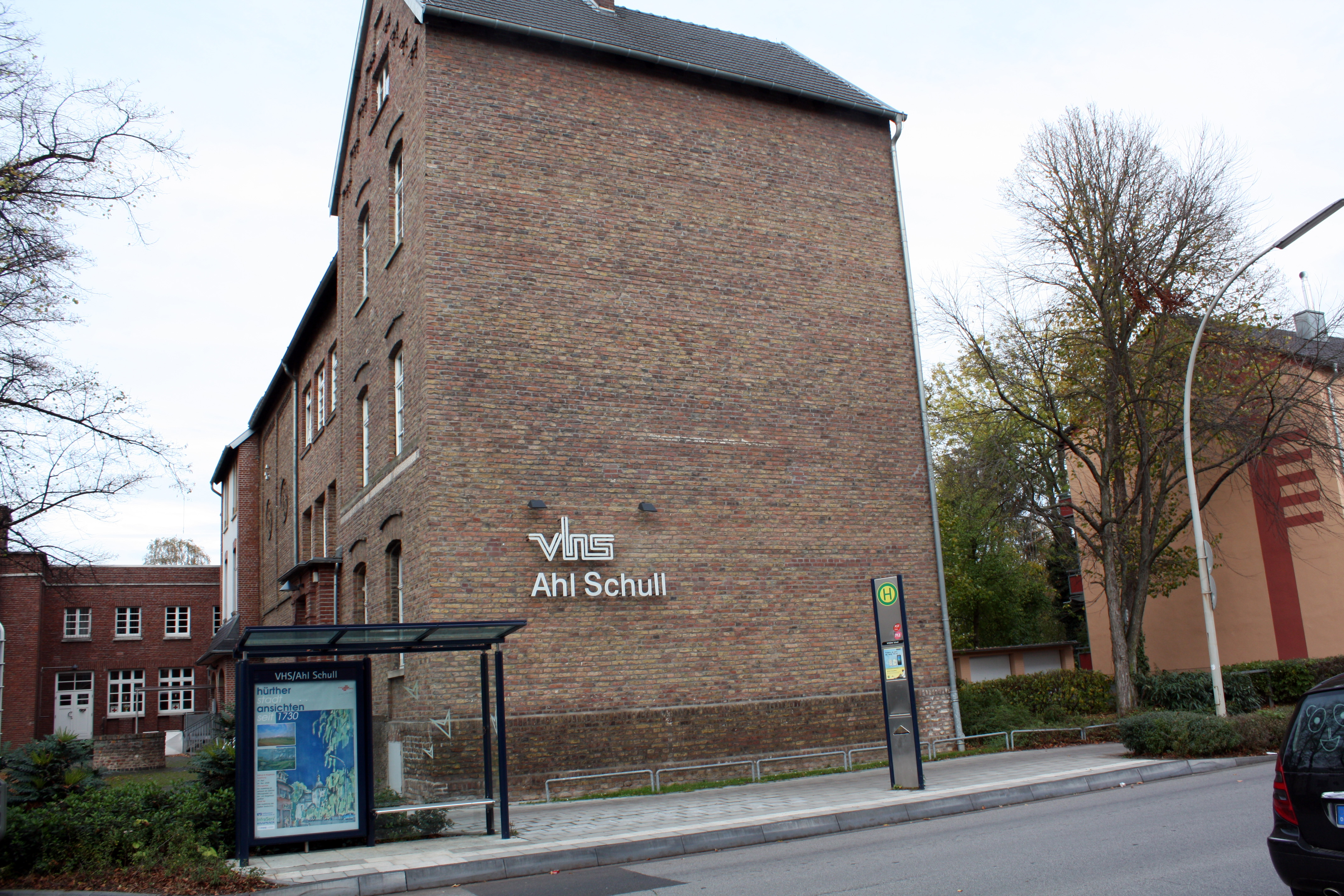
Ahl Schull, Bachstraße

## Schulen / Sport
- Geschwister-Scholl-Schule, Gemeinschaftsgrundschule, Im Wiesengrund 30.
- Don-Bosco-Schule, Katholische Grundschule, ebenfalls Im Wiesengrund 30. Der amtierende Landrat des Rhein-Erft-Kreises und ehemalige Landtagsabgeordnete Frank Rock war jahrelang Lehrer und Direktor der Grundschule[9].
- Volkshochschule des Zweckverbandes von vier Städten im Süden des Rhein-Erft-Kreises mit einem Schulgebäude, der Ahl Schull, Bachstraße 95–97.

## Wirtschaft

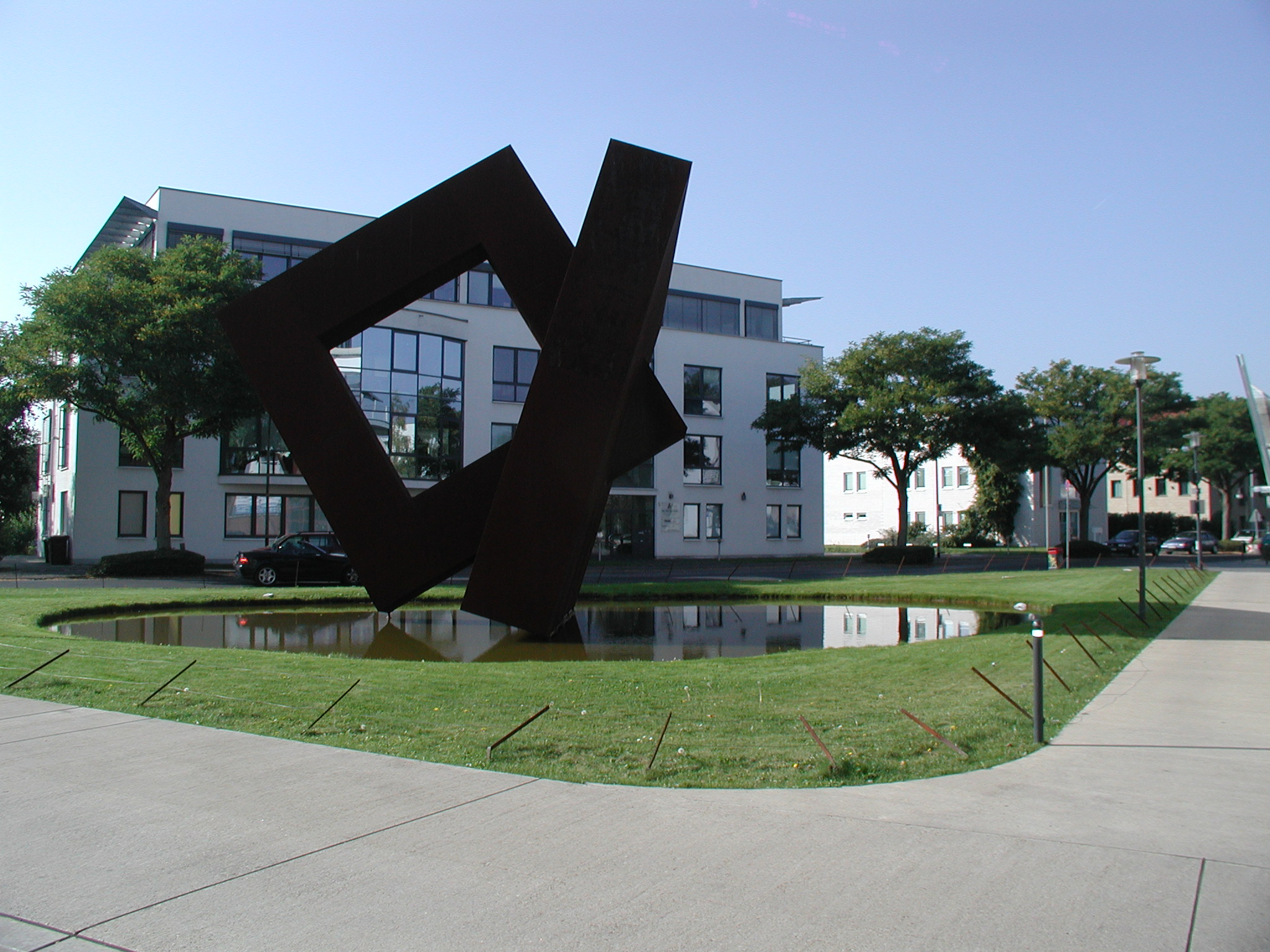
Medienzentrum in Efferen

Die einstigen Ziegeleien, die den Auelehm der älteren Hochwasserarme des Rheins abbauten, sind seit Ende der 1960er Jahre aufgegeben. In der letzten Grube steht das Studentendorf. Auch die Sand- und Kiesabgrabungen wurden eingestellt. Die einst weit verbreitete, mittelständische eisenverarbeitende Industrie ist sehr zurückgegangen. Auf dem Kleefischgelände steht jetzt das Künstler- und Medienviertel. An der Berrenrather Straße am Ortsrand wurde mit der Firma Alucolor der letzte Metallbetrieb geschlossen. Die größte in Efferen ansässige Firma ist die Rewe Group. Auf dem Betriebsgelände in der Rewestraße haben die REWE Deutscher Supermarkt KGaA – ZNL West und die REWE-Zentral AG – NL West ihren Verwaltungshauptsitz, letztere zusätzlich ein Lebensmittel-Lager. In Richtung Kalscheuren schließt sich ein weiteres Gewerbegebiet an, in dem zahlreichen Fernsehproduktionshallen zu finden sind.

## Politik

### Bürgermeister
- 1816–1845 Johann Huberty
- 1845–1846 Franz Andreas Klein (kommissarisch)
- 1846–1847 Tillmann Klein (kommissarisch)
- 1847–1864 Johann Peter Weygold
- 1864–1883 Franz Weygold
- 1883–1888 Gerhard Sugg
- 1888–1920 Heinrich Rosell (zugleich Bürgermeister von Hürth)
- 1920–1933 Karl Kuenen (Zentrum)

### Heutige Politiker
Ortsvorsteher ist seit 2014 Thomas Blank (CDU).